# PGC 32250
PGC 32250, auch ESO 318-13, ist eine Balken-Spiralgalaxie im Sternbild Luftpumpe am Südsternhimmel. Die Galaxie ist etwas mehr als 22 Millionen Lichtjahre von der Milchstraße entfernt.